# Florent Rouamba
Florent Rouamba (* 31. Dezember 1986 in Ouagadougou) ist ein burkinischer Fußballspieler.

## Karriere

### Verein
Rouamba begann seine Fußballkarriere bei US Ouagadougou in der burkinischen Hauptstadt und erhielt seinen ersten Profivertrag von ASFA-Yennenga Ouagadougou, wo er zwei Jahre spielte. Anschließend wechselte er 2005 zum Verein Sheriff Tiraspol nach Moldawien, der ihn für sieben Jahre verpflichtete und in 113 Spielen einsetzte. Dort wurde er an der Seite seines Landsmanns Benjamin Balima viermal moldawischer Meister und dreimal nationaler Pokalsieger.
Im März 2013 wurde Rouamba von Charlton Athletic verpflichtet, die ihn bereits nach einem halben Jahre wieder entließen. Ab Anfang 2014 spielte er anschließend beim ehemaligen französischen Drittligisten CA Bastia, für den er 38 torlose Spiele absolvieren durfte.
Seit Dezember 2015 ist Rouamba beim französischen Viertligisten Saint-Pryvé Saint-Hilaire FC unter Vertrag.

### Nationalmannschaft
Rouamba spielt für die Burkinische Fußballnationalmannschaft und nahm an den Qualifikationsspielen zur WM 2010 in Südafrika und an der Afrikameisterschaft 2010 in Angola teil.